# Eagle (Alaska)
Eagle è un comune dell'Alaska di 146 abitanti, posto sul confine col Canada.